# Buxbaumia himalayensis
Buxbaumia himalayensis là một loài rêu trong họ Buxbaumiaceae. Loài này được Udar, S.C. Srivast. & D. Kumar mô tả khoa học đầu tiên năm 1971.